# Festival Internacional de Cine de Cannes de 1947
El 2º Festival Internacional de Cine de Cannes de 1947 se celebró entre 12 y el 25 de septiembre de 1947. El nuevo edificio que tenía que alojar el festival, el Palais du Festival, aún no estaba listo y el festival estaba acuciado los problemas financieros. En 1947, el jurado al completo era de origen francés. Seis galardones se dieron a diferentes categorías.

## Jurado
Las siguientes personas fueron nominadas para formar parte del jurado de la competición principal en la edición de 1947:
- Georges Huisman (historiador) Presidente del jurado
- Raymond Borderie (CNC official)
- Georges Carriere (cinéfilo)
- Jean-François Chosson (CNC official)
- Joseph Dotti (cinéfilo)
- Escoute (official del ciudad de Cannes)
- Jean Grémillon (director)
- Maurice Hille (cinéfilo)
- Robert Hubert (production designer)
- Alexandre Kamenka (productor)
- Jean Mineur (CNCF official)
- Henri Moret (cinéfilo)
- Jean Nery (crítico)
- Maurice Perisset (cinéfilo)
- Georges Raguis (union official)
- René Jeanne (crítico)
- Georges Rollin (actor)
- Régis Roubin (cinéfilo)
- Marc-Gilbert Sauvajon (director)
- Segalon (cinéfilo)
- René Sylviano (compositor)

## Selección oficial
Las siguientes películas compitieron por la Gran Premio:

### En competición – películas
- Les Amants du pont Saint-Jean de Henri Decoin
- Antoine et Antoinette de Jacques Becker
- Boomerang! de Elia Kazan
- The Captain's Daughter (La figlia del capitano) de Mario Camerini
- La gata (La gata) de Mario Soffici
- The Chase de Arthur Ripley
- Crossfire de Edward Dmytryk
- Les Maudits de René Clement
- Dumbo de Ben Sharpsteen
- El delito de Giovanni Episcopo de Alberto Lattuada
- Ivy de Sam Wood
- The Jolson Story de Alfred E. Green
- Les jeux sont faits de Jean Delannoy
- Sperduti nel buio de Camillo Mastrocinque
- Marouf Savetier du Caire de Jean Mauran
- Mine Own Executioner de Anthony Kimmins
- Paris 1900 de Nicole Vedres
- Amor que mata de Curtis Bernhardt
- Barco a la India (Skeep till India land) de Ingmar Bergman
- La copla de la Dolores de Benito Perojo
- El extraño amor de Martha Ivers de Lewis Milestone
- A Tanítónő (The Teacher) de Márton Keleti
- Two Women (Två kvinnor) de Arnold Sjöstrand
- Ziegfeld Follies de Vincente Minnelli

## Cortometrajes en competición
Los siguientes cortometrajes competían para la Palma de Oro al mejor cortometraje:
- Aux portes du monde saharien de Robert Vernay
- Bianchi pascoli de Luciano Emmer
- Cacciatori Sottomarini de Alliata
- Caravane Boréale de Hugh Wallace
- De Stichter de Charles Dekeukeleire
- Escale Au Soleil de Henri Verneuil
- Inondations en Pologne de Jerzy Bossak, Wacław Kaźmierczak
- L'Ile Aux Morts de Norman Mclaren
- L'Oeuvre Biologique de Pasteur de Jean Painleve
- La Petite République de Victor Vicas
- Les Danseurs D'Echternach de Evy Friedrich
- New Faces Come Back de Richard Davis
- Rhapsodie de Saturne de Jean Image
- Risveglio di Primavera de Pietro Francisci
- Symphonie Berbère de André Zwoboda
- Tea For Teacher de W. M. Larkins

## Premios

### Premios oficiales
Los galardonados en las secciones oficiales de 1947 fueron:
- Mejor comedia musical: Ziegfeld Follies de Vincente Minnelli (Grand Prix - Comédies musicales)
- Mejor película romántica: Antoine et Antoinette de Jacques Becker (Grand Prix - Films psychologiques et d'amour)
- Mejor diseño de animación: Dumbo de Ben Sharpsteen (Grand Prix - Dessin animé)
- Mejor film social: Encrucijada de odios de Edward Dmytryk (Grand Prix - Films sociaux)
- Mejor película de aventuras y de suspense: Les Maudits de René Clément (Grand Prix - Films d'aventures et policiers)

Cortometrajes
- Gran Premio al mejor cortometrajeː  Inondations en Pologne de Jerzy Bossak, Wacław Kaźmierczak (Grand Prix - Documentaires)

## Media
- Institut National de l'Audiovisuel: Opening of the 1947 Festival (commentary in French)
- INA: Stars at the 1947 Festival (mute)
- INA: Construction of the Palais des festivals (commentariod en francés)